# الكشعانية والكعكاعي
الكشعانية والكعكاعي أو الكعكاعيات أو الجعجاعيات مقاطعة عراقية في غرب ناحية أم قصر، في جنوب محافظة البصرة، بجنوب العراق، مساحتها 9800 دونم، منها 3200 دونم صالحة للزراعة.
كانت الكشعانية والكعاعي مقاطعة رقم 24 تابعة لمركز قضاء سفوان منذ 1 كانون الثاني سنة 1965 حتى 6 تشرين الأول سنة 1981م حين اُستحدثت ناحية أم قصر فأُلحقت بها مقاطعة الكشعانية والكعكاعي وصار رقمها 6.
الكعكاعي متاخمة للحدود الكويتية، وفي تموز سنة 1939م تناقشت الحكومة العراقية والحكومة البريطانية في إعادة ترسيم الحدود بين العراق والكويت، واستقرّ الرأي على "إدخال منطقة (كعكاعي) الحدودية ضمن الأراضي العراقية طبقاً لخريطة وزارة الحربية البريطانية الصادرة سنة 1920م".